# Сёстры Юкины
О́льга Генна́дьевна Ю́кина (23 октября 1953, Москва — 29 января 2005, Москва) и Татья́на Генна́дьевна Ю́кина (23 октября 1953, Москва — 31 марта 2011, Москва) — советские актрисы, сёстры-близнецы, известные по главным ролям в фильме «Королевство кривых зеркал» 1963 года.

## Биография
Сёстры родились 23 октября 1953 года в Москве, в семье фабричных рабочих Геннадия и Марии Ивановны (1931—1993) Юкиных. Отец работал на фабрике по производству подушек около деревни Хохловки, мать — швеей в ателье. Вначале сёстры учились в 499-й школе на Таганке, но в 1962 году семья переехала в Кузьминки, где сёстры поступили в 337-ю школу. Проживали на улице Шумилова.
Отец имел проблемы с алкоголем, поэтому обстановка в семье была хоть и не тяжёлая, но довольно напряжённая. Ольга и Татьяна, очевидно, относились к монозиготному типу близнецов, потому что их друзья и одноклассники отмечали, что внешне они были почти зеркально идентичными. В то же время характеры у сестёр были разными: Ольга была старательной и сдержанной, Татьяна же была более задиристая и активная.
На съёмки сёстры Юкины попали случайно. В 9 лет они победили на организованном для близнецов и двойняшек конкурсе чтецов стихотворений в местном Доме культуры и их фотографии каким-то образом попали к режиссёру Александру Роу, который пригласил их на пробы детского приключенческого фильма «Королевство кривых зеркал», благодаря которым Юкины были утверждены на роли Оли и Яло. Во избежание путаницы с именами Роу утвердил Ольгу именно на роль Оли. Гонорар сестёр за съёмки составил по 80 советских рублей, что даже по тем временам было не очень большим заработком. Тем не менее фильм принёс им большую популярность и после его выхода сестёр вместе с матерью даже пригласили на приём в Кремль. Мария, однако, была не особо рада тому, что её дочери снялись в кино, потому что считала актёрскую профессию ненадёжной.
После съёмок сёстры хотели записаться в актёрскую студию, но обстановка в семье вынудила их отказаться от этой идеи. Спустя год они снялись в эпизоде фильма «Морозко» всё того же Роу, но лишь по той причине, что лично написали ему письмо с просьбой пригласить их на какую-нибудь роль. После этого их актёрская карьера окончательно завершилась. Обрушивавшаяся слава не испортила сестёр. В старших классах они вели активную комсомольскую жизнь, Ольга подтягивала отстающих учеников.
После окончания школы Ольга попыталась поступить в театральный институт, а Татьяна — в технический, но обе срезались на вступительных экзаменах. По совету Марии сёстры поступили в машиностроительный техникум, но по специальности никогда не работали. Сразу после его окончания они почти одновременно вышли замуж: Ольга — за парня, который учился с ними в параллельном классе, Виктора Ламонова, от которого она родила сына Максима; Татьяна — за водителя Александра Замолодчикова, от которого родила дочь Юлию. Ольга вскоре развелась.
Затем одна из сестёр устроилась работать в «Интурист» и вскоре помогла устроиться туда и второй, где они обе отвечали за отправку групп советских туристов за рубеж. Благодаря этой работе сёстры жили по тем временам (1970-е) довольно богато — они имели импортные аудио- и видеотехнику наряду с фирменной одеждой и часто сами ездили за границу за пределы Восточного блока. Последовавшие за Перестройкой и распадом СССР экономические пертурбации привели к тому, что в 1995 году сестёр уволили из «Интуриста». Они перебивались случайными заработками, имели проблемы с алкоголем и, чтобы выжить, распродали большую часть своего имущества. Ольга затем пристроилась работать помощником начальника отдела в районном военкомате и вскоре устроила туда и Татьяну.
Ольга перенесла два инсульта и скончалась на 52-м году жизни 29 января 2005 года от сердечного приступа. Татьяна очень тяжело перенесла её смерть, что, возможно, сказалось на её здоровье. Когда общественность узнала о смерти Ольги, то Татьяна категорически отказывалась давать какие-либо интервью. Не менее категорически она отказывалась обсуждать со знакомыми и фильм «Королевство кривых зеркал», когда его показывали по телевидению. После смерти сестры у неё ухудшилось здоровье, чему поспособствовали и проблемы с мужем, со стороны которого она, предположительно подвергалась побоям, но пройти медобследование Татьяна отказывалась. В декабре 2010 года она уволилась с работы, когда ей стало тяжело туда добираться, и скончалась на 58-м году жизни 31 марта 2011 года от атеросклероза.

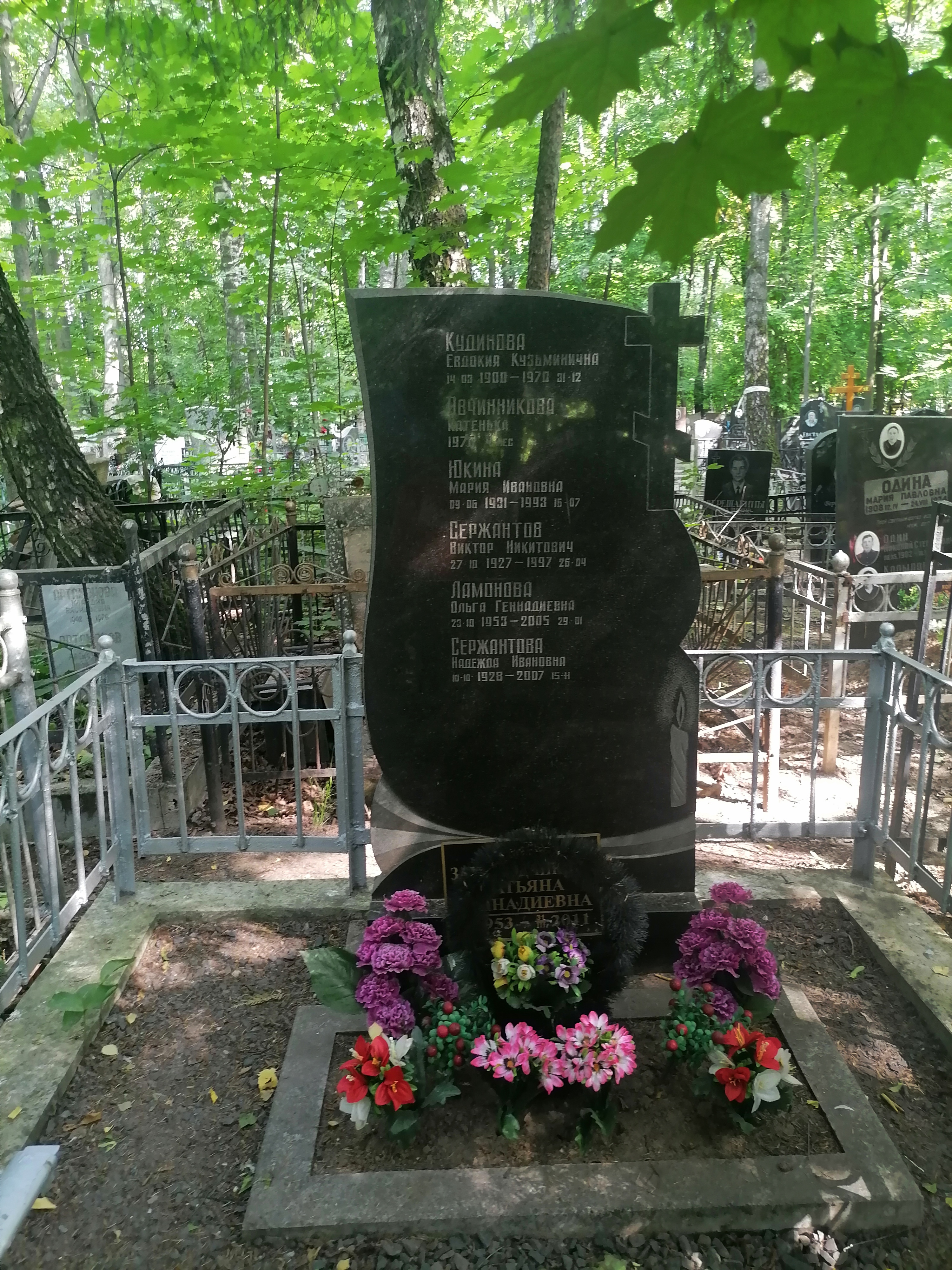
Могила на Покровском кладбище

Тела сестёр Юкиных были кремированы, а урны с прахами захоронены в семейной могиле на Покровском кладбище в Москве (12 участок).
Ни сын Ольги Максим, ни дочь Татьяны Юлия на момент их смерти своих детей не имели.

## Фильмография
- 1963 — Королевство кривых зеркал — Оля (Ольга) и Яло (Татьяна) (роли озвучила Маргарита Корабельникова)
- 1964 — Морозко — собирающие грибы близняшки